# Mihotići
Mihotići su naselje u Hrvatskoj u sastavu općine Matulja. Nalaze se u Primorsko-goranskoj županiji.

## Zemljopis
Sjeverno su Kučeli i Rukavac, sjeveroistočno su Jurdani, Jušići, Spinčići, Trinajstići i Rubeši, istočno su Matulji, južno su Pobri i Bregi.

## Stanovništvo
| broj stanovnika | 384   | 373   | 246   | 305   | 264   | 294   | 688   | 774   | 453   | 454   | 518   | 615   | 707   | 901   | 969   | 1050  | 862   |
|                 | 1857. | 1869. | 1880. | 1890. | 1900. | 1910. | 1921. | 1931. | 1948. | 1953. | 1961. | 1971. | 1981. | 1991. | 2001. | 2011. | 2021. |